# John Swinburne (Politiker, 1820)

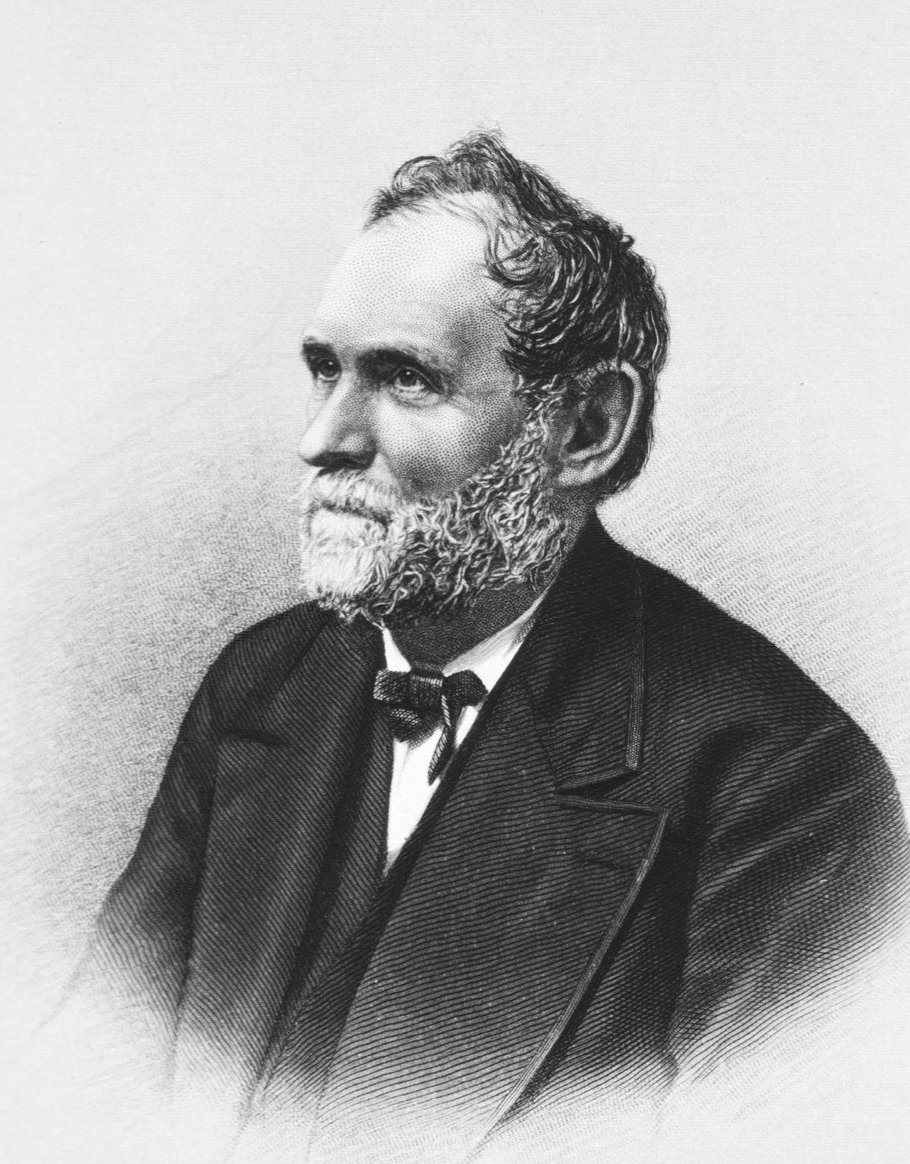
John Swinburne

John Swinburne (* 30. März 1820 im Lewis County, New York; † 28. März 1889 in Albany, New York) war ein US-amerikanischer Politiker. Zwischen 1885 und 1887 vertrat er den Bundesstaat New York im US-Repräsentantenhaus.

## Werdegang
John Swinburne besuchte die öffentlichen Schulen seiner Heimat. Im Jahr 1847 absolvierte er das Albany Medical College. Danach begann er als Arzt zu praktizieren. Während des Bürgerkrieges diente er als Arzt im Heer der Union. Zwischen 1864 und 1870 war er Leiter der Gesundheitsbehörde (Health Officer) im New Yorker Hafen. Während des Deutsch-Französischen Krieges von 1870 bis 1871 war Swinburne während der Belagerung von Paris Leiter des American Ambulance Corps, das sich um die verletzten französischen Soldaten kümmerte. Nach seiner Rückkehr in die Vereinigten Staaten war er in Albany als Arzt tätig. Politisch wurde er Mitglied der Republikanischen Partei. Nach einer lange Zeit umstrittenen Wahl wurde Swinburne 1883 zum Bürgermeister der Stadt Albany gewählt. Wegen des umstrittenen Wahlausgangs konnte er sein Amt erst 1884 antreten und nur für zehn Monate ausüben. Dann endete bereits seine Amtszeit.
Bei den Kongresswahlen des Jahres 1884 wurde Swinburne im 19. Wahlbezirk von New York in das US-Repräsentantenhaus in Washington, D.C. gewählt, wo er am 4. März 1885 die Nachfolge von Abraham X. Parker antrat. Bis zum 3. März 1887 konnte er eine Legislaturperiode im Kongress absolvieren. Im Jahr 1886 wurde er nicht wiedergewählt. Nach dem Ende seiner Zeit im US-Repräsentantenhaus arbeitete John Swinburne wieder als Mediziner. Er starb am 28. März 1889 in Albany an Magenkrebs.
Nach ihm ist Swinburne Island benannt.